# 鷹之台カンツリー倶楽部
鷹之台カンツリー倶楽部（たかのだいカンツリーくらぶ）は、千葉県千葉市花見川区横戸町に広がるゴルフ場である。

## 概要
鷹之台カンツリー倶楽部は、1930年（昭和5年）、前身である「鷹之台ゴルフ倶楽部」が、大和スポーツ協会によって設立され、千葉県千葉郡犢橋村横戸字高台の山林にゴルフ場を建設したことに始まる。アウトコースは現在のインコースの場所、現10番・17番ホールで旧7番・9番ホールに該当する。インコースは現練習場から2番・3番ティグラウンド下の印旛疎水までに広がっていた。コース設計は、協会の一員でもある清木一男が行った。1932年（昭和7年）6月、18ホールのゴルフ場は完成し開場した、日本の当時の18ホールのコースとしては最も長いコースで、そのため、日本プロなどの大競技が集中して開催された。しかし、1945年（昭和20年）3月、第二次世界大戦の戦況激化によりゴルフ場は閉鎖された。
鷹之台ゴルフ倶楽部は、コースの一部は芋畑になり、クラブハウスには陸軍が駐屯したが、空襲下での機銃掃射に襲われた。そして敗戦、開拓農民が占拠してコースは畑地になり、ゴルフ場は自然消滅となった。1952年（昭和27年）10月1日、「社団法人 鷹之台カンツリー倶楽部」が設立され、コース設計を井上誠一に依頼し、同年11月、起工式を行った。しかし、助成金を出していた千葉県からクレームが出たため、建設目的を「千葉牧場」の建設に変更して農地転用の許可を取った。井上誠一と倶楽部との間で対立、工事途中で和泉一介に代わった。1954年（昭和29年）2月10日、アウトコースは牧場、インコースがゴルフ場と変則的ゴルフ場が仮開場された。同年5月23日、完成し開場された。
鷹之台カンツリー倶楽部は、国内最高の大会「日本オープンゴルフ選手権競技」に相応しい環境を備えており、1958年（昭和33年）、 1961年（昭和36年）、2000年（平成12年）、2011年（平成23年）の4回の開催を誇っている。また、歴代の理事長には、稲山嘉寛、斎藤英四郎など、鉄鋼業界のメンバーが連なっている。

## 所在地
〒262-0001 千葉県千葉市花見川区横戸町1501番地

## コース情報
- 開場日 - 1954年5月23日
- 設計者 - 井上 誠一、和泉 一介
- 面積 - 693,000m2（約209.6万坪）
- コースタイプ - 林間コース
- コース - 18ホールズ、パー72、7,102ヤード、コースレート74.0
- グリーン - 2グリーン、ベント、コウライ
- プレースタイル - キャディ付 歩行
- 練習場 - 20打席 250ヤード
- 休場日 - 毎週月曜日、12月31日、1月1日[3]

## クラブ情報
- 理事長 - 三村 明夫
- ハウス面積 - 3,604m2（1,090.2坪）
- ハウス設計 - 株式会社森京介建築事務所
- ハウス施工 - 日産建設株式会社[3]

## ギャラリー
- コース - ゴルフコース、ホール紹介
- ハウス - 施設紹介

## 交通アクセス
鉄道
- 京成本線 - 京成大和田駅より徒歩 約7分

道路
- 東関東自動車道 - 千葉北ICより 8km 約15分
- 首都高速湾岸線 - 湾岸習志野ICより 約30分
- 京葉道路 - 武石ICより 約20分[4]

## メジャー選手権
- 1937年（昭和12年） - 第12回 日本プロゴルフ選手権大会開催[5]
- 1958年（昭和33年） - 第23回 日本オープンゴルフ選手権競技開催[6]
- 1961年（昭和36年） - 第26回 日本オープンゴルフ選手権競技開催[6]
- 2000年（平成12年） - 第65回 日本オープンゴルフ選手権競技開催[6]
- 2011年（平成23年） - 第76回 日本オープンゴルフ選手権競技開催[6]

## エピソード
- 1954年（昭和29年）2月、アウトコースが牧場、インコースがゴルフ場で仮開場されたが、クラブハウスは牧舎風の建物で、牧場には緬羊80頭が遊んでいた[7]。
- 1961年（昭和36年）の日本オープンゴルフ選手権競技大会は、競技史に残る大会だった、5名が289ストロークとなり、ヘッドライトの光でプレーオフが行われた[7]。
- 2000年（平成12年）に日本オープンゴルフ選手権競技大会が開催されたが、その開催前にコースは井上誠一の設計に正確に復元された[7]。

## 関連文献
- 『週刊ダイヤモンド56巻10号 (1968年2月26日)』、「鷹之台カンツリー倶楽部」、東京 ダイヤモンド社、1968年、2020年7月16日閲覧
- 『月刊ゴルフマネジメント12月21(197) 』、「鷹之台カンツリー倶楽部」、東京 一季出版、2000年12月、2020年7月16日閲覧
- 『社団法人鷹之台カンツリー倶楽部50年史50年史』、編集小委員会編、2004年10月、2020年7月16日閲覧
- 『ゴルフ場ガイド 東版』2006-2007、「鷹之台カンツリー倶楽部（千葉県）」、東京 ゴルフダイジェスト社、2006年5月、2020年7月16日閲覧
- 『美しい日本のゴルフコース BEAUTIFUL GOLF CULTURE IN JAPAN 日本のゴルフ110年記念 ゴルフは日本の新しい伝統文化である』、ゴルフダイジェスト社、「美しい日本のゴルフコース」編纂委員会編、東京 ゴルフダイジェスト社、2013年12月、2020年7月16日閲覧
- 『ゴルフ場セミナークラブハウス探訪 鷹之台カンツリー倶楽部(千葉県・18H) 落ち着きある高級感と眺望に配慮したハウス』、東京 ゴルフダイジェスト社、2015年11月、2020年7月16日閲覧